# Ňagov
Ňagov est un village de Slovaquie situé dans la région de Prešov.

## Histoire
Première mention écrite du village en 1557.

## Démographie

### Évolution de la population
| Année:               | 1994. | 2004.    | 2014.   | 2024.    |
| -------------------- | ----- | -------- | ------- | -------- |
| Nombre de personnes: | 472   | 418      | 430     | 365      |
| Différence:          |       | -11,44 % | +2,87 % | -15,11 % |

| Année:               | 2023. | 2024.   |
| -------------------- | ----- | ------- |
| Nombre de personnes: | 363   | 365     |
| Différence:          |       | +0,55 % |